# Thanatus frederici
Thanatus frederici es una especie de araña cangrejo del género Thanatus, familia Philodromidae. Fue descrita científicamente por Denis en 1941.

## Distribución
Esta especie se encuentra en Cabo Verde.